# Droga wojewódzka nr 848
Droga wojewódzka nr 848 (DW848) – droga wojewódzka łącząca Zemborzyce Tereszyńskie pod Lublinem z Borownicą k. Janowa Lubelskiego. Znajduje się we wschodniej Polsce, w województwie lubelskim. Jej długość wynosi 61,337 km. Biegnie starodrożem dawnej drogi krajowej nr 19, wzdłuż obecnej drogi ekspresowej S19. Trasie nadano status drogi wojewódzkiej 10 kwietnia 2024.

## Dawny przebieg
Dawniej numer 848 był przypisany do odcinka drogi łączącej Szczebrzeszyn z Turobinem i drogą wojewódzką nr 835 w miejscowości Tarnawa Mała. W 2022 roku, na mocy Uchwały Nr XXVII/444/2021 Sejmiku Województwa Lubelskiego z dnia 13 września 2021 r., na całej długości została pozbawiona kategorii drogi wojewódzkiej i przeklasyfikowana na drogę powiatową. 

## Miejscowości przy trasie
- Zemborzyce Tereszyńskie
- Strzeszkowice Duże (S19)
- Niedrzwica Duża (DW834)
- Wilkołaz
- Rudnik Szlachecki (DW842)
- Kraśnik (DW833)
- Podlesie (S19)
- Modliborzyce (DW857)
- Borownica (DK74)